# 동천초등학교 (경기)
동천초등학교는 대한민국 경기도 용인시에 있는 공립 초등학교이다.

## 학교 연혁
- 2000년 1월 8일 학교설치개정조례 제2973호
- 2001년 9월 1일 동천초등학교 개교(11학급)
- 2001년 9월 1일 초대 송청길 교장 부임
- 2001년 11월 30일 교사 완공(본관 5층)
- 2002년 2월 20일 제1회 졸업식(졸업생 8명)
- 2002년 3월 1일 14학급, 병설유치원 개원
- 2003년 2월 19일 제2회 졸업식(졸업생 76명)
- 2003년 3월 1일 제2대 김민홍 교장 부임
- 2004년 2월 13일 제3회 졸업식(111명, 총 195명)
- 2004년 3월 1일 제3대 김선호 교장 부임
- 2007년 2월 15일 제6회 졸업식(84명, 총 441명)
- 2007년 3월 1일 12(2)학급, 병설유치원(1학급)
- 2007년 3월 ~ 2009년 2월 경기도교육청지정 국어교육시범학교
- 2007년 10월 10일 경기도 교육청 지정 국어교육 시범학교 1차년도 보고회 개최
- 2008년 2월 20일 제7회 졸업식(78명, 총 519명)
- 2008년 3월 1일 19(2)학급, 병설유치원(1학급)
- 2008년 3월 17일 20(2)학급, 병설유치원(1학급) 편성
- 2008년 9월 1일 제4대 김창룡 교장 부임
- 2009년 2월 17일 제8회 졸업식(108명, 총 627명)
- 2009년 3월 2일 21(2)학급, 병설유치원 (1학급)
- 2010년 2월 19일 제9회 졸업식(105명, 총 732명)
- 2010년 3월 2일 23(2)학급, 병설유치원(1학급)
- 2011년 2월 19일 제10회 졸업식(103명, 총 835명)
- 2011년 3월 1일 제5대 이은용 교장 부임
- 2011년 3월 2일 22(2)학급, 병설유치원(1학급)
- 2012년 2월 15일 제11회 졸업식(116명, 총 951명)
- 2012년 3월 2일 22(2)학급, 병설유치원(1학급)
- 2013년 2월 15일 제12회 졸업식(105명, 총 1056명)
- 2013년 3월 4일 22(1)학급, 병설유치원(1학급)
- 2014년 2월 14일 제13회 졸업식(96명, 총 1152명)
- 2014년 3월 3일 19(1)학급, 병설유치원(1학급)
- 2014년 9월 1일 제6대 김봉영 교장 부임

## 참고 자료
- 동천초등학교 - 한국교육학술정보원 학교알리미